# Мартовицький Артур Володимирович
Артур Володимирович Мартовицький (* 16 червня 1964 р., Макіївка, Донецька область, Україна) — Народний депутат України, член Партії регіонів.

## Освіта
1986 р. — Московський гірничий інститут. Спеціальність — будівництво підземних споруд і шахт.
Кандидат технічних наук.

## Трудова діяльність
- З 1986 по 2007 рр. пройшов шлях від гірничого майстра, головного інженера до директора шахти на державному підприємстві «Макіїввугілля».
- 2007–2008 рр. — «ДТЕК Павлоградвугілля», директор шахти «Ювілейна».
- 2008–2010 рр. — генеральний директор шахти «ДТЕК Комсомолець Донбасу».
- З 2010 р. — генеральний директор ПАТ «ДТЕК Павлоградвугілля».

## Політична діяльність
- 2010 — обраний депутатом Дніпропетровської обласної ради.
- 2012 — обраний народним депутатом від Партії регіонів по одномандатному мажоритарному виборчому округу № 36 (54,82 % голосів).
- 2014 — як самовисуванець обраний народним депутатом України в окрузі № 36 Дніпропетровської області (50,40 % голосів). Потім увійшов до фракції партії "Опозиційний блок".[2]
- 16 січня 2014 року голосував на підтримку диктаторських законів 16 січня.[3]
- 18 січня 2018 року був одним з 36 депутатів, що голосували проти Закону про визнання українського сувернітету над окупованими територіями Донецької та Луганської областей.[4]